# Mana Sibu
Mana Sibu (ou Menesibu) est un woreda de l'ouest de l’Éthiopie situé dans la zone Mirab Welega de la région Oromia. Il a 126 083 habitants en 2007. Son centre administratif est Mendi.
Extrémité nord de la zone Mirab Welega, le woreda Mana Sibu est limitrophe de la région Benishangul-Gumuz et entouré dans la zone Mirab Welega par Kiltu Kara à l'est, Babo au sud et Kondala au sud-ouest. Du côté Benishangul-Gumuz, il est bordé par les woredas Bambasi à l'ouest et Oda Buldigilu (ou Bilidigilu) au nord.  
Mendi se trouve dans le nord-est du woreda sur la route Nekemte-Asosa environ 95 km au sud-est d'Asosa.
Mendi  dispose d'un aéroport[réf. souhaitée].
Au recensement national de 2007 le woreda compte 126 083 habitants dont 11 % de citadins. La majorité des habitants (53 %) sont protestants, 27 % sont orthodoxes et 20 % sont musulmans. Avec 14 008 habitants en 2007, Mendi est la seule agglomération recensée dans le woreda.
En 2022, la population du woreda est estimée à 185 727 personnes avec une densité de population de 97 personnes par km2 et 1 912 km2 de superficie.